# Michael Waligora
Michael Waligora (* 3. Januar 1990) ist ein tschechischer Skirennläufer und ehemaliger Grasskiläufer. Er gewann drei Medaillen bei Grasski-Juniorenweltmeisterschaften und fuhr im Grasski-Weltcup dreimal unter die besten zehn. Seit 2008 ist er nur noch im Alpinen Skisport aktiv, bisher jedoch ohne größere Erfolge.

## Karriere

### Grasski
Nach zahlreichen Erfolgen in Nachwuchsrennen des Tschechien-Cups nahm Michael Waligora ab seinem 16. Lebensjahr auch an FIS-Rennen teil. Sein erstes Großereignis war die Juniorenweltmeisterschaft in Nové Město na Moravě im Juli 2005, bei der er den vierten Platz im Super-G und Rang acht im Riesenslalom erreichte. Im August desselben Jahres fuhr er in FIS-Rennen erstmals unter die besten zehn. Bei der Juniorenweltmeisterschaft 2006 in Horní Lhota u Ostravy gewann Waligora zwei Bronzemedaillen im Slalom und in der Kombination und wurde Fünfter im Riesenslalom sowie Siebenter im Super-G. Im August 2006 nahm er in České Petrovice an seinen ersten beiden Weltcuprennen teil. Dabei kam er im Riesenslalom auf Rang 19 und im Slalom auf Platz neun, womit er in der Gesamtwertung der Saison 2006 den 28. Platz belegte. Bei der Juniorenweltmeisterschaft 2007 in Welschnofen gewann der Tscheche hinter seinem Landsmann Jan Gardavský die Silbermedaille im Riesenslalom und erzielte in der Super-Kombination Rang vier. Im August nahm er in Čenkovice wieder an zwei Weltcuprennen teil und erreichte dabei Platz sieben im Riesenslalom und Platz acht im Slalom, womit er in der Saison 2007 auf den 35. Gesamtrang kam. Sein letztes Grasskirennen war ein FIS-Riesenslalom am 14. August 2007.

### Ski Alpin
Im Alpinen Skisport nimmt Michael Waligora seit dem Winter 2005/2006 an FIS-Rennen und den tschechischen Meisterschaften teil. In FIS-Rennen fuhr er bisher fünfmal unter die besten zehn und bei nationalen Meisterschaften mehrmals unter die besten 20. In den Jahren 2009 und 2010 nahm er auch an den Juniorenweltmeisterschaften teil. 2009 startete er nur in der Abfahrt, kam jedoch nicht ins Ziel. 2010 nahm er an der Abfahrt und dem Super-G teil. Während er diesmal im Super-G nicht das Ziel sah, belegte er in der Abfahrt unter 79 gewerteten Läufern den 57. Platz und war damit der beste der vier Tschechen, die an diesem Wettbewerb teilnahmen. Im November 2009 nahm er auch an zwei Europacup-Super-Gs auf der Reiteralm teil, fiel aber in beiden aus.

## Erfolge

### Grasski
Juniorenweltmeisterschaften
- Nové Město na Moravě 2005: 4. Super-G, 8. Riesenslalom
- Horní Lhota u Ostravy 2006: 3. Slalom, 3. Kombination, 5. Riesenslalom, 7. Super-G
- Welschnofen 2007: 2. Riesenslalom, 4. Super-Kombination

Weltcup
- Drei Platzierungen unter den besten zehn

### Ski Alpin
Juniorenweltmeisterschaften
- Mont Blanc 2010: 57. Abfahrt